# 禹贤
禹贤（韓語：우현，1964年—），韓國男演員。生于光州廣域市，本贯丹阳禹氏。1990年首次作为舞台导演演出。1998年以舞台演员的身份开始表演生涯。在延世大学就读期间参加过韩国民主化运动，并参加过李韩烈烈士的葬礼。禹贤在2018年上映的电影《1987：黎明到来的那一天》中扮演治安本部长（韓國警察首長）姜玟昌。

## 影視作品

### 電視劇
- 2004年：KBS《老處女日記》飾演 宇賢
- 2007年：MBC《太王四神記》飾演 麻糖大叔
- 2008年：KBS《傳説的故鄉》
- 2011年：tvN《Birdie Buddy》
- 2011年：SBS《樹大根深》飾演 李方誌
- 2011年：JTBC《住在清潭洞》飾演 金宇賢
- 2011年：TV朝鮮《拯救高奉實歐巴桑》飾演 千滿金
- 2013年：JTBC《宮中殘酷史－花的戰爭》飾演 金仁
- 2013年：JTBC《皇家別墅》
- 2014年：KBS《Drama Special－咖哩的味道》
- 2014年：KBS《陽光滿溢》飾演 河馬
- 2014年：SBS《皮諾丘》飾演 高中班主任
- 2014年：KBS《Healer》飾演 哲民
- 2014年：tvN《三劍客》飾演 朴達鄉之父
- 2015年：MBC《Kill Me Heal Me》飾演 酒精中毒症精神病患
- 2015年：KBS《懲毖錄》
- 2015年：SBS《愛你的時間》飾演 卞宇植
- 2015年：KBS《生意之神－客主2015》
- 2015年：tvN《請回答1988》飾演 成餘暉（中年）
- 2016年：SBS《美女孔心》飾演 孔赫
- 2016年：tvN《又，吳海英》飾演 心理醫師（客串）
- 2016年：tvN《打架吧鬼神》飾演 鬼（客串）
- 2016年：JTBC《老婆這週要出牆》飾演 網友（客串）
- 2017年：SBS《被告人》飾演 秘陽
- 2017年：SBS《師任堂，光的日記》飾演 萬德
- 2017年：MBC《三色幻想－生動戀愛》飾演 寅成 父
- 2017年：OCN《隧道》飾演 高萬石
- 2017年：Netflix《My Only Love Song》飾演 平原王（客串）
- 2017年：KBS《Manhole：夢遊仙境的奉弼》飾演 成澤
- 2017年：SBS《李判史判》飾演 崔高洙
- 2017年：OCN《Black》飾演 王永春
- 2018年：MBC《富家公子》飾演 崔孝東
- 2018年：SBS《EXIT》飾演 都正萬
- 2018年：JTBC《我的ID是江南美人》飾演 姜太植
- 2018年：JTBC《先熱情地打掃吧》飾演 白錦述
- 2019年：tvN《很便宜，千里馬超市》飾演金牙齒
- 2019年：JTBC《耀眼》飾演 禹賢
- 2019年: OCN《火星生活》飾演 保健所所長
- 2019年：OCN《救救我2》飾演 鯽魚
- 2019年：tvN《指定倖存者: 60日》飾演 崔浩全
- 2019年：JTBC《花黨：朝鮮婚姻介紹所》飾演 惠民署醫員（客串）
- 2020年：SBS《Good Casting》飾演 明桂哲
- 2020年：JTBC《雙甲路邊攤》飾演 金斗英
- 2020年：SBS《便利店新星》飾演 權義柱
- 2020年：JTBC《境遇之數》飾演 韓作家
- 2020年：tvN《九尾狐傳》飾演 長栍老頭
- 2020年：Netflix《Sweet Home》飾演 金石峴
- 2020年：tvN《日與夜 (電視劇)》飾演 鄭順九
- 2020年：tvN《女神降臨 (電視劇)》客串演出 修學旅行度假村管理員
- 2021年：JTBC《Law School》飾演 成東日
- 2021年：SBS《羽球少年團》飾演 洪碩賢[4]
- 2021年：TVING《酒鬼都市女人們》飾演 校長
- 2021年：OCN《Chimera》飾演 裴昇寬
- 2022年：KBS2《魔咒的戀人》飾演 朴成德[5]
- 2022年：tvN《還魂》飾演 浩然法師
- 2022年：KBS2《現在很美麗》飾演 法官
- 2023年：MBC《木偶的季節》飾演 崔達昇
- 2023年：KBS《頭腦共助》飾演 金吉中[6]
- 2023年：ENA《有院子的家》飾演 公寓警卫员[7]
- 2023年：JTBC《奇蹟的兄弟》飾演 盧明男
- 2023年：JTBC《摸心第六感》飾演
- 2023年：ENA《沙之花也有春天》飾演 朴弼斗
- 2024年：KBS《幻像戀歌》飾演 陵內官[8]
- 2024年：Channel A《結婚吧You》飾演 林奎植市長
- 2025年：Why Not Media《許食堂》飾演 神秘老翁 / 拾荒老人
- 2025年：Disney+《下流大盜》飾演 河英秀

### 電影
- 2003年：《黄山伐》饰演 壬子
- 2003年：《大韓民國憲法第1條》饰演 选管委职员
- 2004年：《时失两公里》饰演 海柱
- 2005年：《戀愛對決》饰演 警卫／当铺老板
- 2005年：《我人生中最美的一周》饰演 边神父
- 2005年：《王的男人》饰演 洪内官
- 2006年：《淫乱书生》饰演 谋士
- 2006年：《蜥蜴》饰演 计程车司机（友情出演）
- 2006年：《九尾狐家族》饰演 洪氏
- 2006年：《家族的诞生》饰演 站台男子
- 2006年：《好好过日子》饰演 昌赫
- 2006年：《老處女日記》飾演 禹賢
- 2006年：《爱情缺乏对两个男人的影响》饰演 超市男子
- 2006年：《飞吧，爸爸》饰演 路边摊老板（友情出演）
- 2007年：《野蠻黑道拗飯店》饰演 吴重建
- 2007年：《让我相信你的话》
- 2007年：《村金庫連環盜竊事件》饰演 吴科长
- 2007年：《谋杀快乐》饰演 盗贼
- 2008年：《祝您度过愉快的夜晚》
- 2009年：《舉起金剛》饰演 校长
- 2009年：《坡州》饰演 美爱的父亲
- 2010年：《无法者》饰演 露宿者
- 2010年：《大奖赛》饰演 朴光浩
- 2011年：《頭條》饰演 朴氏
- 2011年：《朝鮮名偵探：高山烏頭花的秘密》饰演 方氏
- 2012年：《偕老》（特别出演）
- 2012年：《之間》（特别出演）
- 2015年：《朝鮮名偵探：奴隸的女兒》饰演 方氏
- 2016年：《爸爸回來了》饰演 南江
- 2017年：《被操縱的都市》饰演 罪犯（特别出演）
- 2017年：《1987：黎明到来的那一天》饰演 姜民昌（特别出演）
- 2018年：《朝鮮名偵探：吸血怪魔的秘密》饰演 方氏
- 2019年：《辭典》飾演 林東益
- 2019年：《老千：獨眼傑克》飾演 水靈感
- 2020年：《越过那座山》饰演 金神父
- 2023年：《甜蜜蜜：7510》饰演 炸鸡店老板（特别出演）
- 2024年：《找死凶宅》饰演 金耀漢神父
- 2024年：《幸福的國家》饰演 李滿式

## 綜藝節目
- 2018年：Netflix《明星來解謎》飾演 濟州島某博物館館長。

## 外部連結
- 禹贤在NAVER上的资料
- 禹贤在Daum上的资料